# Guadalajara Challenger 1999
Il Guadalajara Challenger 1999 è stato un torneo di tennis facente parte della categoria ATP Challenger Series nell'ambito dell'ATP Challenger Series 1999. Il torneo si è giocato a Guadalajara in Messico dal 22 al 28 novembre 1999 su campi in terra rossa.

## Vincitori

### Singolare
Francisco Costa ha battuto in finale  Nicolás Massú con il punteggio di 4–6, 7–5, 6–3

### Doppio
Thomas Shimada /  Myles Wakefield hanno battuto in finale  Simon Aspelin /  Johan Landsberg con il punteggio di 4–6, 7–6, 6–1